# 民主海啸
民主海啸是加泰隆尼亞獨派領袖審訊期间形成的加泰罗尼亚独派抗议团体，使用社交媒体、应用及其他在线资源动员加泰罗尼亚独立运动支持者。2019年加泰罗尼亚示威中，其通过一个“量身打造”的Android应用及一个超过360,000人订阅的Telegram账户组织示威活动。

## 活动
在示威开始阶段，团体成功组织了一场在巴塞罗那机场举行的大型抗议，混乱中超过100架次航班被迫取消。
团体官方宣称非暴力抗争，但也支持过占领政府建筑等抗议行动。西班牙政府当局谴责这类抗议行动，促请加泰罗尼亚主席奎姆·托拉和看起来在模仿反對逃犯條例修訂草案運動中香港示威者占领主要机场的团体活动划清界限。团体则借鉴香港示威者的“Be water”说法，呼吁示威者要“积水成渊”。
团体是2019年加泰罗尼亚示威的主要组织者之一。

## 抗议应用
团体以APK安装包形式发布了一款适用于Android的流動應用程式，组织加泰罗尼亚全域各地的独派支持者小组发起抗议行动。民主海啸可通过应用观察抗议组织或个人的行动及给予指引，又指为避免警察跟踪，用户位置仅为大概数值且经过混淆。为避免政府当局渗透，用户需要扫描QR码以激活应用，且一名用户仅可邀请一人加入应用，而即便受邀及成功激活应用，用户也只能查看近处的抗议活动。10月17日，即示威开始后3天，团体宣布已有15,000人经QR码激活成功。

## 创立及身份
团体真实身份未知，截至2019年10月，没有成员向外界表露过真实身份。团体坚称和其他的独派团体或政党没有关联，又指名称来源于已入狱的加泰罗尼亚独派领袖霍尔迪·奎克萨尔特讲过的一句话，并补充道其严守非暴力信条，主张“大规模公民不服从”。
瑞士报章Le Temps及西班牙传媒指称团体在2019年8月日内瓦郊外的一场会议后成立，会议据报有加泰罗尼亚主席奎姆·托拉及前任主席卡萊斯·普吉德蒙等首席加泰罗尼亚独派领袖，以及两位支持加泰罗尼亚独立的瑞士政治家参加。美联社也引述两位高级独派官员做出类似报道，但就指会议及团体成立是在2019年7月。

## 西班牙政府调查
2019年10月18日，一位西班牙法官下令关闭团体部分网页，团体随后立即迁移主页至新地址，并在之后发布指引，教导民众如何“绕过西班牙审查”。西班牙内政大臣费尔南多·格兰德-马拉斯卡发表声明指西班牙当局已展开调查，要查出团体背后的个人身份。西班牙政府据报有调查卡萊斯·普吉德蒙是否为团体幕后一人，团体拒绝就此置评，普吉德蒙则否认指控，称他也不知道幕后组织者是谁。